# Cristiano Biraghi
Cristiano Biraghi (Cernusco sul Naviglio, 1992. szeptember 1.)  olasz válogatott labdarúgó, posztját tekintve hátvéd. Jelenleg a Fiorentina játékosa.

## Sikerei, díjai
Internazionale
- Olasz szuperkupa
  - győztes: 2010